# International Falls
International Falls is een plaats (city) in de Amerikaanse staat Minnesota, en valt bestuurlijk gezien onder Koochiching County.

## Demografie
Bij de volkstelling in 2000 werd het aantal inwoners vastgesteld op 6703.
In 2006 is het aantal inwoners door het United States Census Bureau geschat op 6170, een daling van 533 (-8.0%).

## Geografie
Volgens het United States Census Bureau beslaat de plaats een oppervlakte van
16,5 km², waarvan 16,2 km² land en 0,3 km² water. International Falls ligt op ongeveer 342 m boven zeeniveau.

## Plaatsen in de nabije omgeving
De onderstaande figuur toont nabijgelegen plaatsen in een straal van 68 km rond International Falls.